# Dawit Tschalojan
Dawit Tschalojan (armenisch Դավիթ Չալոյան; * 30. September 1997 in Gjumri) ist ein armenischer Boxer im Superschwergewicht. Er war Vizeweltmeister 2021 in Belgrad und Teilnehmer der Olympischen Spiele 2024 in Paris.

## Karriere
Tschalojan wurde 2015 Armenischer Jugendmeister im Schwergewicht und 2016 erstmals Armenischer Meister der Erwachsenen im Superschwergewicht. Er gewann bei der Militär-Weltmeisterschaft 2021 in Moskau nach einer Halbfinalniederlage gegen den Usbeken Lazizbek Mullajonov eine Bronzemedaille und startete bei der Weltmeisterschaft desselben Jahres in Belgrad, wo er mit Siegen gegen Tsotne Rogawa aus der Ukraine, Cristian Salcedo aus Kolumbien, Lazizbek Mullajonov und Məhəmməd Abdullayev aus Aserbaidschan das Finale erreichte und erst dort gegen den Russen Mark Petrowski unterlag.
Bei der Europameisterschaft 2022 in Jerewan verlor er im Viertelfinale gegen den Spanier Ayoub Ghadfa und bei den Europaspielen 2023 in Krakau ebenfalls im Viertelfinale gegen den Briten Delicious Orie. Bei der Weltmeisterschaft 2023 in Taschkent schied er gegen den Chinesen Bayikewuzi Danabieke und bei der Europameisterschaft 2024 in Belgrad gegen den Österreicher Ahmed Hagag aus.
Beim 2. Olympiaqualifikationsturnier 2024 in Bangkok erkämpfte er mit Siegen gegen Danis Latypov aus Bahrain, Rouzbeh Safari aus dem Iran und Martin McDonagh aus Irland einen Startplatz bei den Olympischen Spielen 2024 in Paris, wo er diesmal Delicious Orie besiegte, ehe er im Viertelfinale gegen Ayoub Ghadfa ausschied.